# Daewoo Racer
A Daewoo Racer egy alsó-középkategóriás autó, amelyet a dél-koreai Daewoo Motor gyártott 1986 és 1994 között. Helyét 1994-ben a Daewoo Nexia vette át. A Nexiát 1997-ben a kiskategóriás Daewoo Lanos és a középkategóriás Daewoo Nubira vette át, kivéve Üzbegisztánban, ahol jelenleg is folyik a négyajtós szedán változat gyártása a közép-ázsiai piac számára.
Mint minden korábbi Daewoo, a Racer is Opel terveken alapult. A kocsi a General Motors T jelű alvázára épült, csakúgy, mint az Opel Kadett E, melytől karosszériáját is kapta. A két kocsi olyannyira megegyezett egymással, hogy külsőleg tulajdonképpen csak a márkajelzés különböztette meg őket. A Nexia felépítése szintén ugyanilyen maradt, mindössze a karosszéria formavilága vált modernebbé.
Az egyes piacokon eltérő nevei voltak az autónak, a Racert egyes országokban Asüna GT-nek, Asüna SE-nek, Daewoo LeMans-nak, Daewoo 1.5i-nek, Daewoo Fantasynek, Daewoo Pointernek, Passport Optimának és Pontiac LeMans-nak is hívták. A Nexia Daewoo Cielo és Daewoo Heaven néven is ismert volt.

## Daewoo Racer (1986–1994)
A Daewoo Racert 1986 júliusában mutatták be Dél-Koreában, ekkor még csak a háromajtós ferde hátú és a négyajtós szedán változat volt elérhető. Ez volt az egyik első, az aerodinamikai tényezőket figyelembe véve tervezett autó az országban és a legelső, melyet digitális műszerfallal szereltek. Dél-Koreában csak a háromajtós változat szerepelt Racer néven, a négyajtós neve LeMans volt, a később megjelent ötajtós ferde hátúé pedig LeMans Penta5. Itt mindegyik modell csak 1,5 literes, 89 lóerős (65 kW) motorral volt kapható, mivel a nagyobb hengerűrtartalom után súlyos adókat kellett volna fizetni.
Európában az összes karosszériaváltozat neve egységesen Racer volt, míg Kanadában 1991-ig Passport Optima néven fogalmazták a kocsit. 1991 októberében bekövetkezett egy, az európai piacot nem érintő modellfrissítés, mely során az autó eleje és hátsó lámpái megváltoztak. A felújított változatok Kanadában leváltották a Passport Optimát és Asüna GT, valamint Asüna SE néven kerültek piacra.
Az amerikai piacon 1988-ban jelent meg a kocsi, Pontiac LeMans néven. Az 1989-es modellévben az alapváltozat mellé megjelent a LeMans GSE, mely az Opel Kadett GSi-hez hasonlóan a sportváltozat volt. Ebbe egy, a Pontiac Sunbirdben is használt kétliteres, soros négyhengeres, motor került, mely 96 lóerő (72 kW) leadására volt képes. A GSE egyszínű piros, szürke és fehér fényezéssel, 14 collos könnyűfém felnikkel, ködlámpákkal és hátsó légterelővel volt kapható, emellett a Kadett GSi Recaro sportüléseit is megkapta. Később megjelent a szedán változat egy gazdag felszereltségű variánsa, mely LeMans SE néven szerepelt, ebbe szintén a GSE-ben is használt kétliteres motor került. A gyenge minőség miatt 1993-ban az Egyesült Államokban és Kanadában leálltak a Pontiac LeMans és az Asüna GT/SE eladásai és utódot sem kaptak. 1995-ben az Asüna mint márkanév szintén megszűnt.

### Képaléria

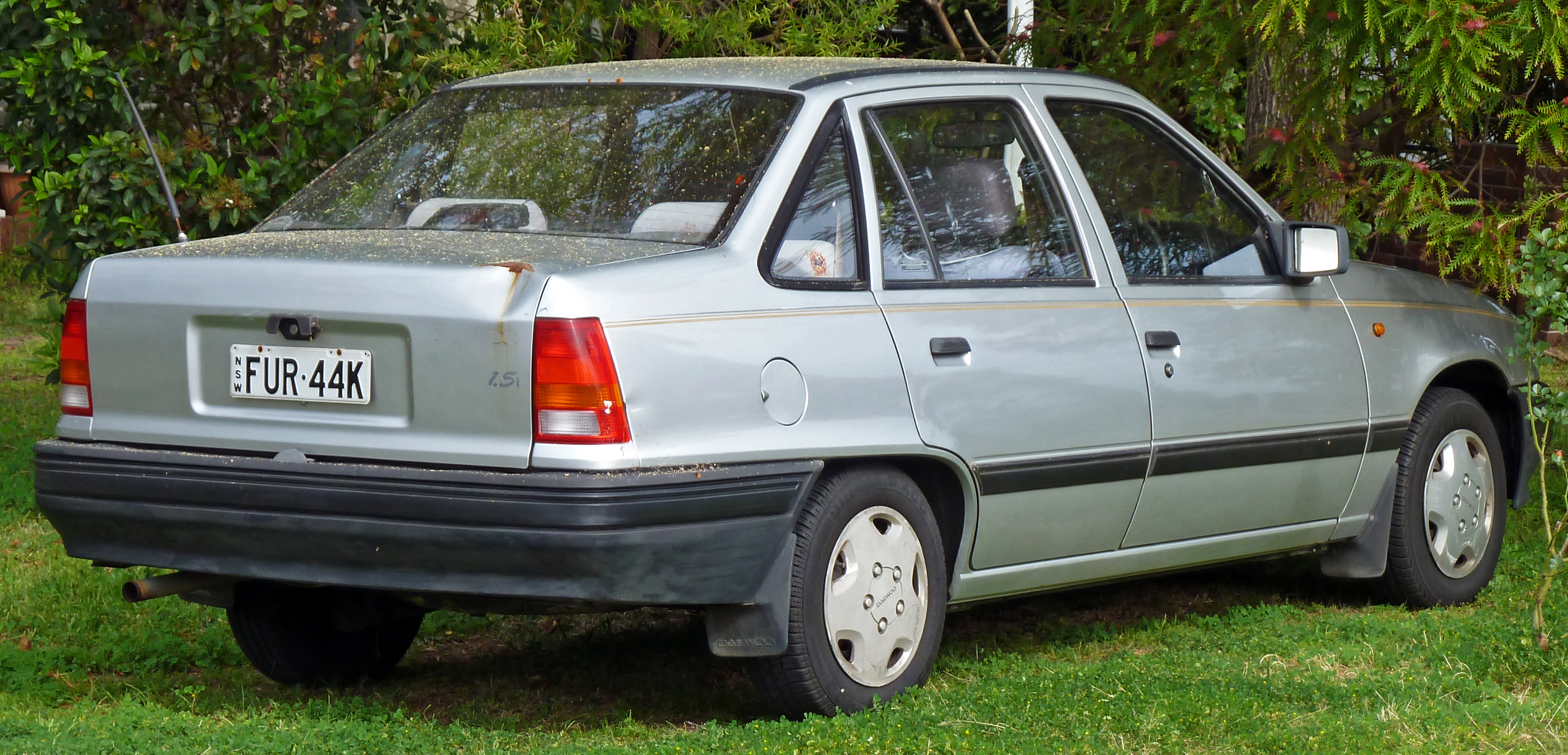
1994–-1995-ös Daewoo 1.5i Ausztráliában
Modellfrissítés utáni Asüna GT Kanadában
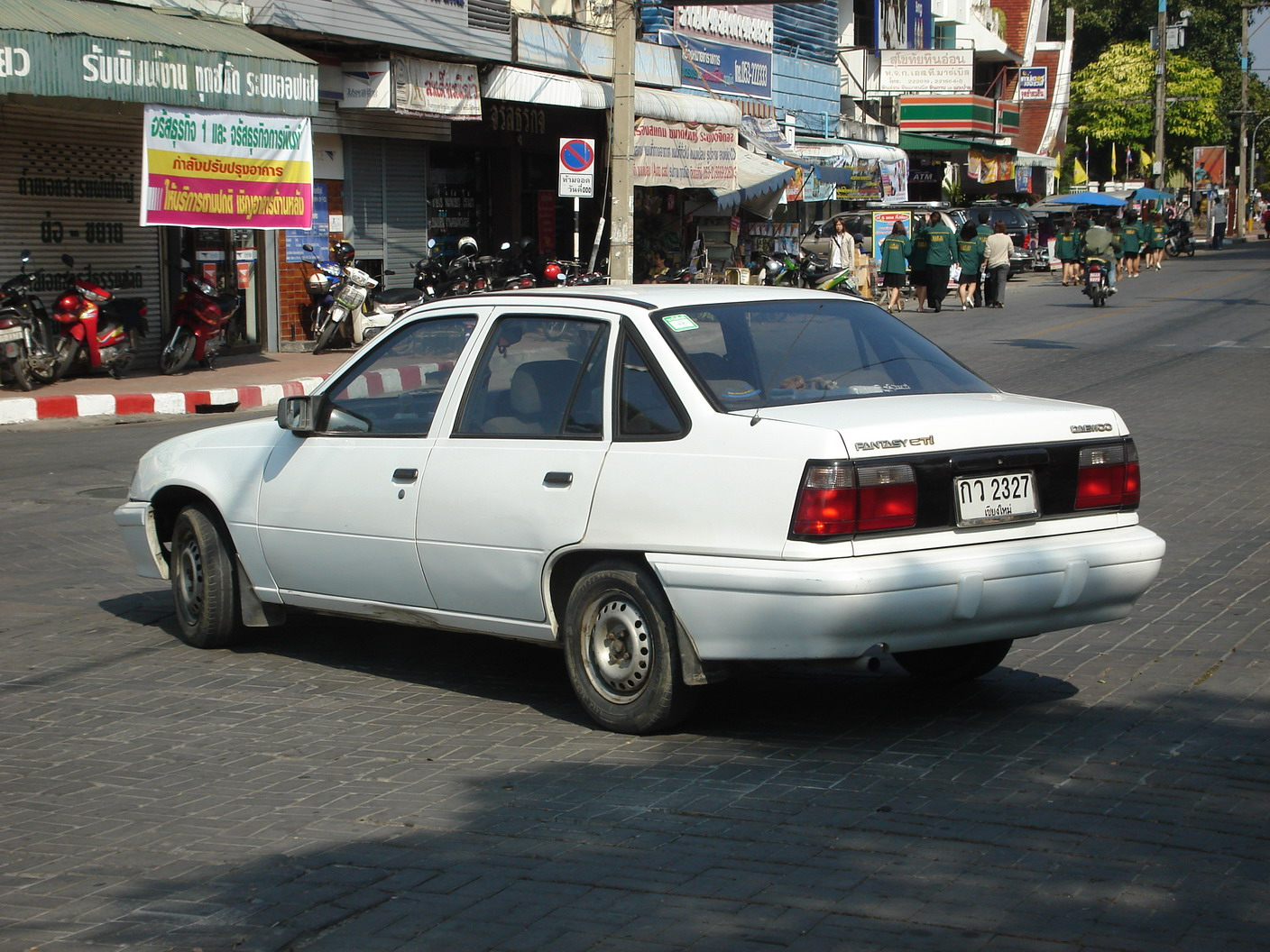
Daewoo Fantasy Thaiföldön
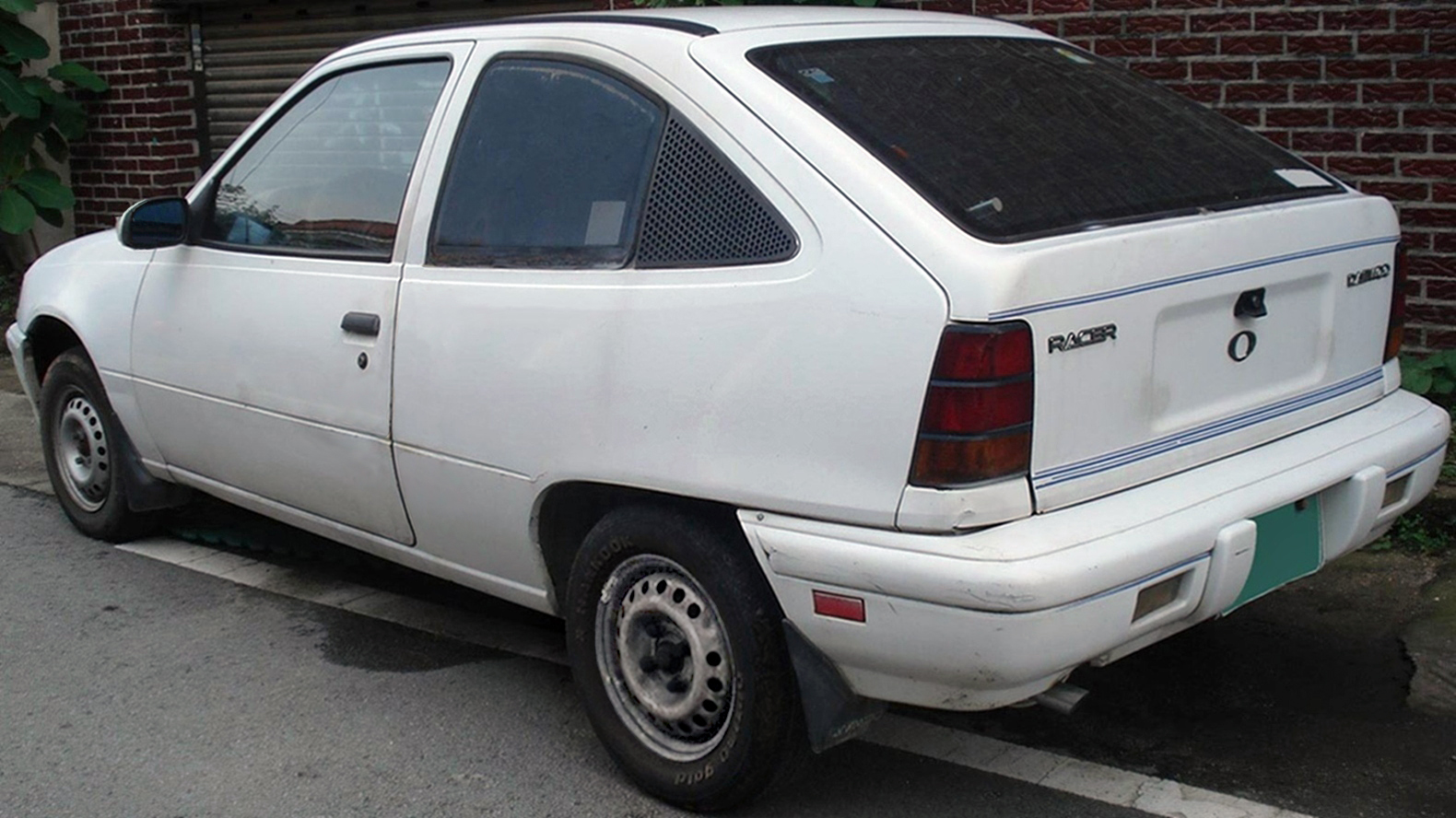
Daewoo Racer Van

## Daewoo Nexia (1994–1997)
A Daewoo Nexia a Racer második generációja, amely 1994-ben jelent meg, három- és ötajtós ferde hátú és négyajtós szedán kivitelben, 1,5 literes 8 szelepes és 1,5 literes 16 szelepes motorral. Az új modell szintén az Opel Kadett E-n és a General Motors T-alvázán alapult, de Kadettel ellentétben nem volt kombi változata. Dél-Koreában a felújított változat Cielo néven futott, míg az Egyesült Királyságban és Európa nagy részén a Nexia nevet kapta. Utóbbiak GLi (8 szelepes) és GLXi (16 szelepes) felszereltségi szintben volt kapható a magánszemélyek számára, de ezek mellett volt egy teljesen alapszintű változat is a flottavásárlók számára. Egyes országokban bevezették a "Lifestyle" felszereltségi szinteket, míg Spanyolországban és Portugáliában a GLi és GLXi elnevezés helyett "Chess" néven szerepeltek a piacon a kocsik, emellett néhány piacon ETi és STi volt az egyes felszereltségi szintek neve. A GLi jelű autók átlagos felszereltségűek és teljesítményűek voltak, motorjuk 80 lóerő leadására volt képes 5400-as fordulatszámon és 11,3 másodperc alatt gyorsultak 100 km/h-ra. A GLXi változat jobb felszereltségű volt és motorjra 90 lóerős teljesítményt adott le 4800-as fordulatszámon. Gyorsulása azonban valamivel gyengébb volt, 12,2 másodpercre volt szüksége a százra gyorsuláshoz. A flottavásárlóknak szánt alapváltozatot egypontos üzemanyag-befecskendező rendszerrel szerelték és 70 lóerős volt.
A kocsit több országban is gyártották, többek között Indiában is, de ott befejeződött az összeszerelés, miután a Daewoo Motor csődbe ment. Bár a dél-koreai gyár megmenekült, miután a General Motors felvásárolta, az amerikai cég az indiai üzemet nem vette át. Dél-Koreában nem sokkal azután fejeződött be a Cielo gyártása, hogy 1997-ben a gyár bemutatta saját tervezésű modelljét, a Daewoo Lanost.

### Üzbegisztán
Üzbegisztánban, az UzDaewooAuto gyárban 1996 júniusában kezdődött meg a Nexia négyajtós szedán változat gyártása, mely jelenleg is folyik. A kocsi háromféle motorral készül: 1,5 literes SOHC (75 lóerő), 1,5 literes DOHC (83 lóerő) és 1,6 literes DOHC (109 lóerő). Az 1,6 literes motorral szerelt változatokba erősebb fékek módosított sebességváltók kerülnek. 2008-ban megjelent egy modernizált kinézetű verzió, Nexia II néven, melyet a brit Concept Group International és a GM-Uzbekistan közösen tervezett meg. Ez a változat Üzbegisztánban a Chevrolet márkanév alatt fut, míg néhány más országban továbbra is Daewoo néven árulják.

### Képgaléria

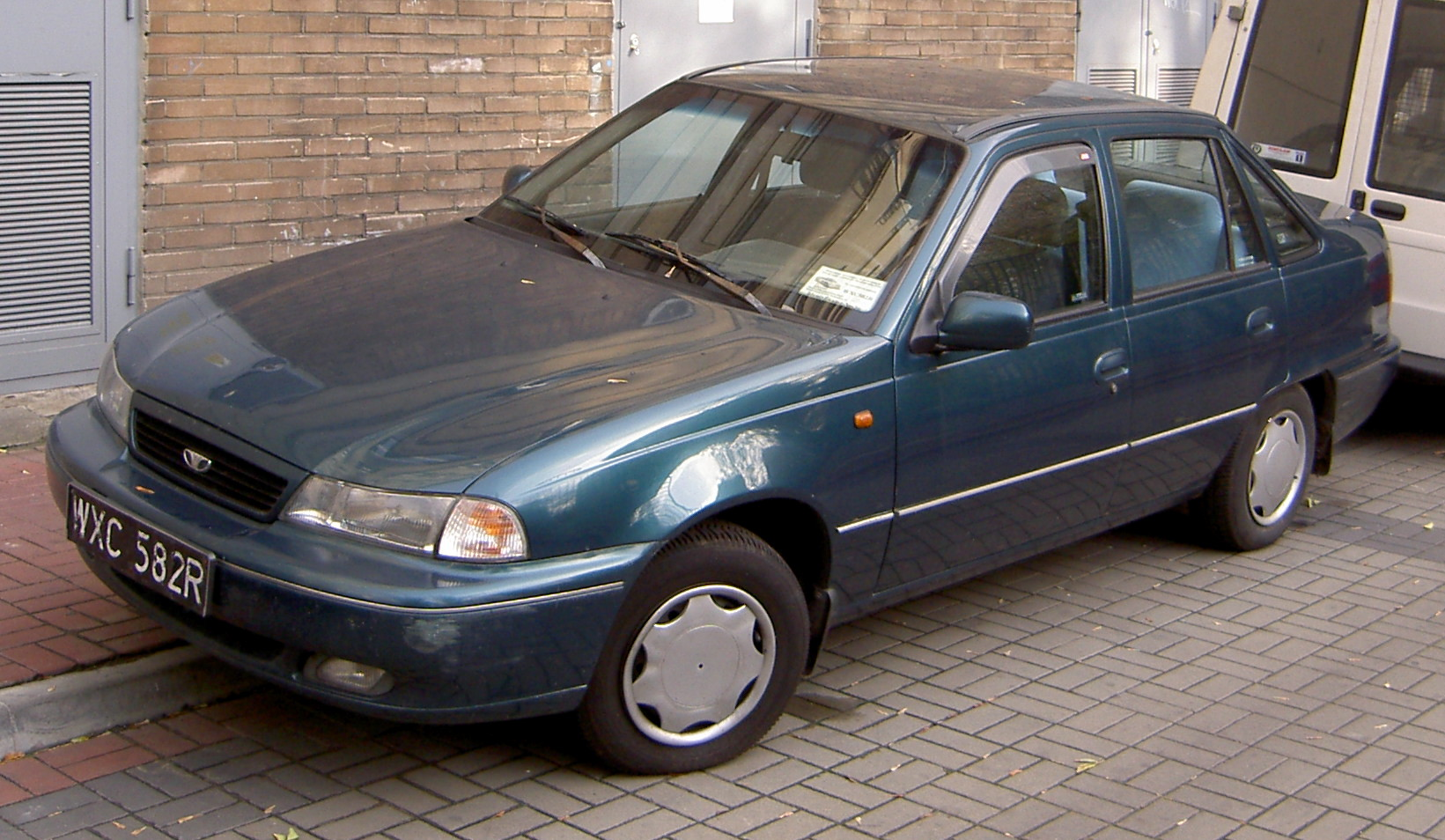
Daewoo Nexia Lengyelországban
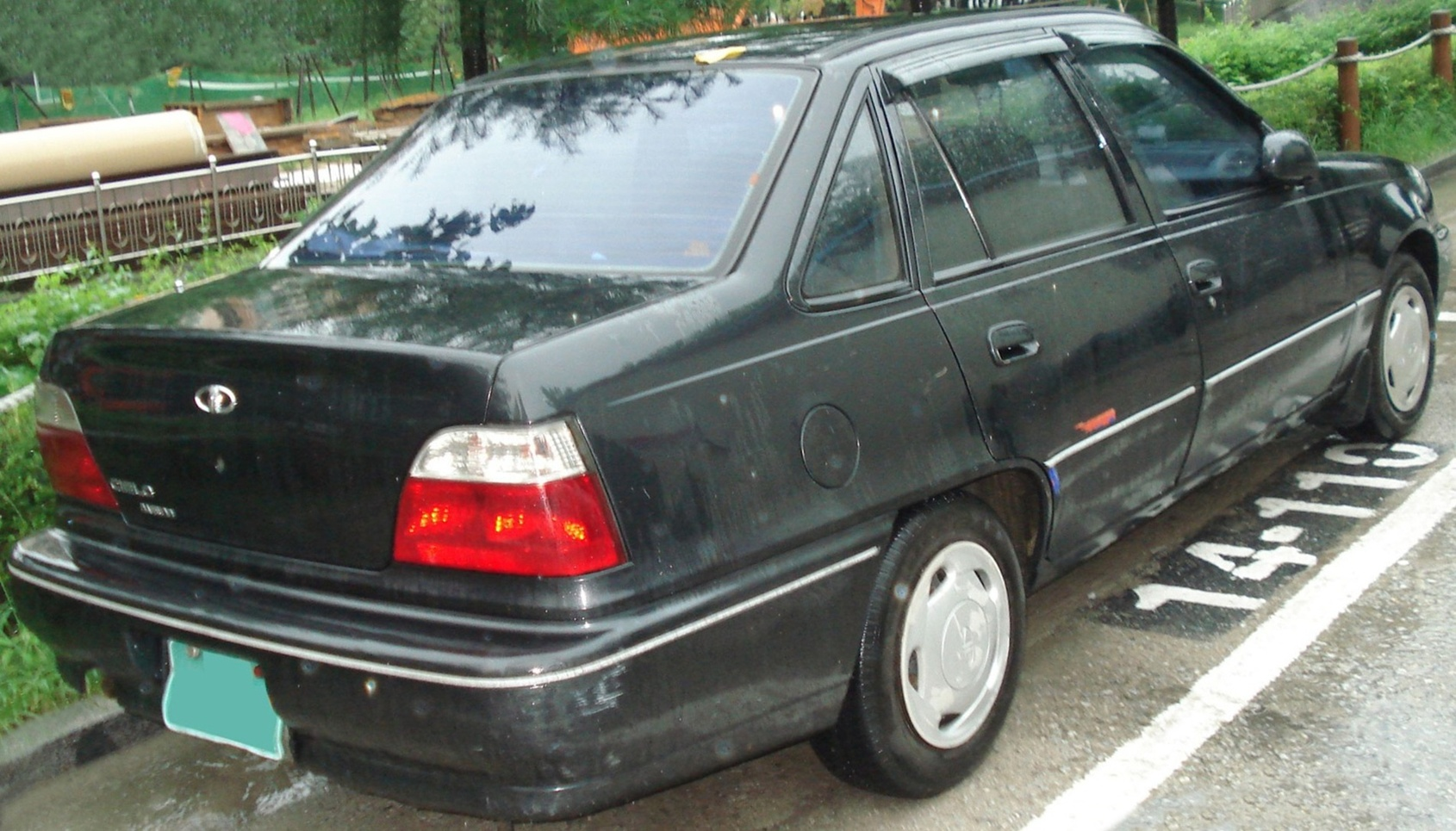
Daewoo Cielo hátulról
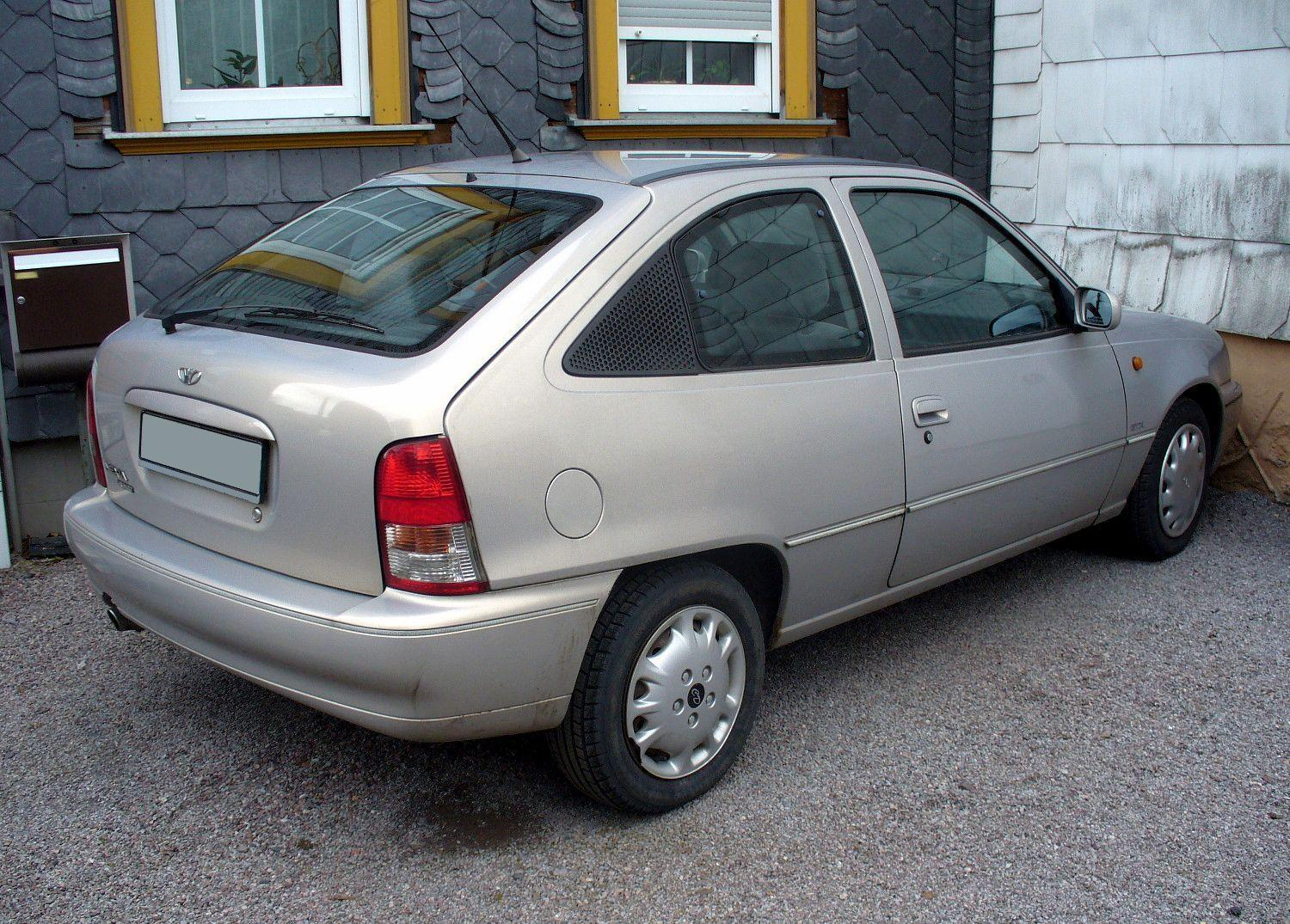
Háromajtós Daewoo Nexia
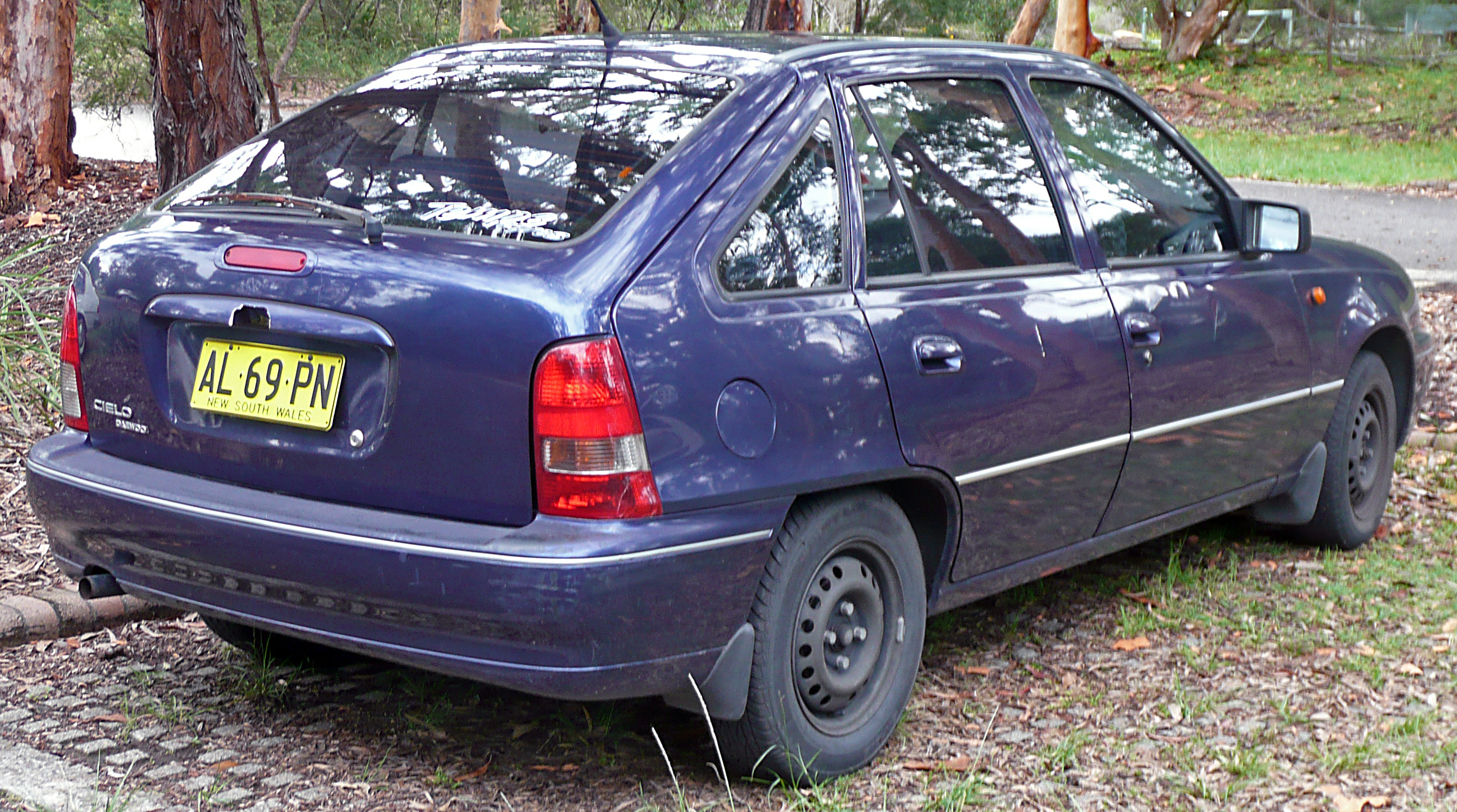
Ötajtós Daewoo Cielo
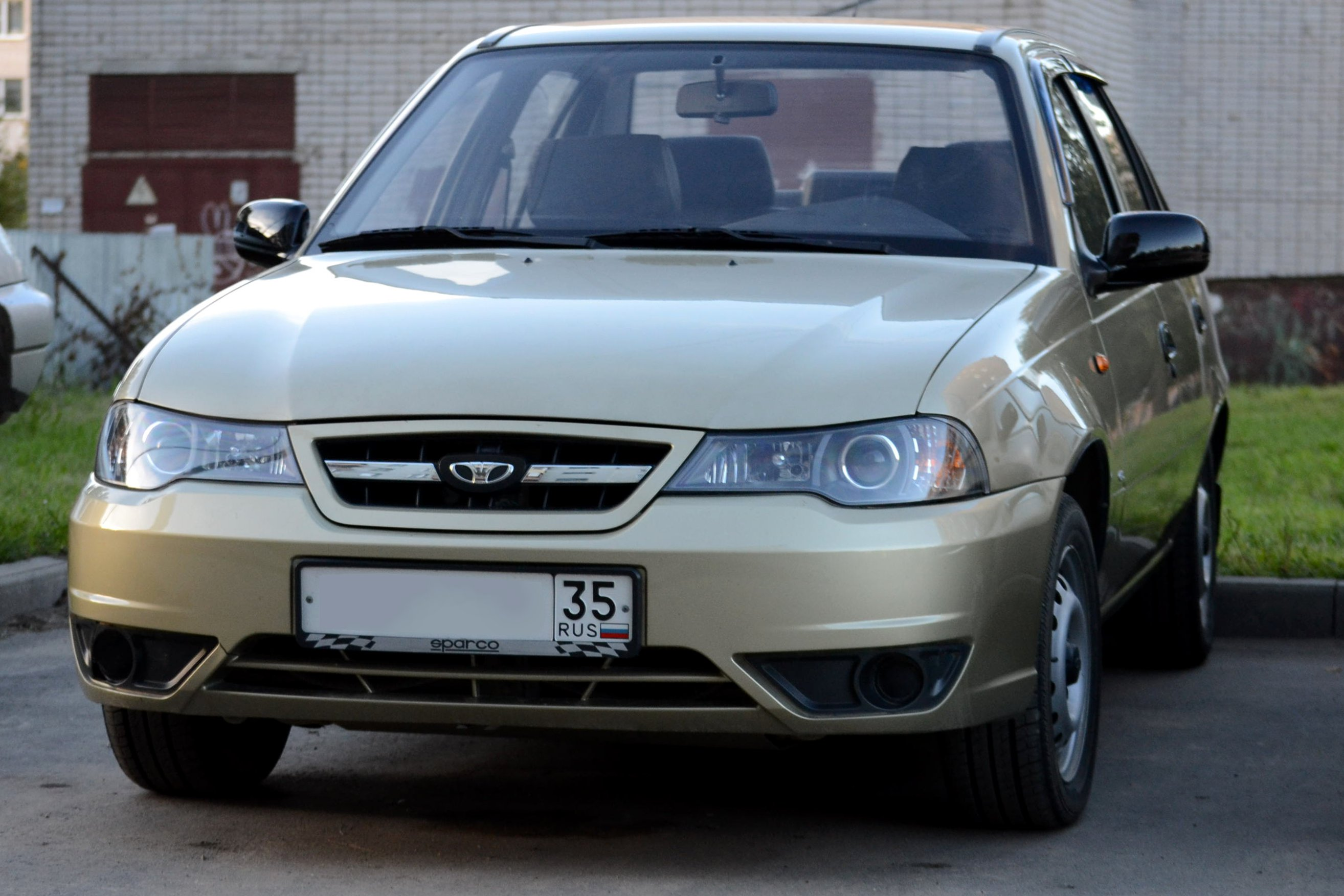
2008-as Daewoo Nexia II Oroszországban